# Maximiliano Gagliardo
Maximiliano José Gagliardo (Chivilcoy, 21 aprile 1983) è un calciatore argentino, portiere del Quilmes.